# Orcin
Orcin (3,5-Dihydroxytoluol, 5-Methylresorcin, früher auch Orcinol genannt) ist eine aromatische chemische Verbindung, deren Struktur aus einem Benzolring mit zwei angefügten Hydroxygruppen (–OH) und einer Methylgruppe (–CH3) als Substituenten besteht. Es gehört zur Stoffgruppe der Dihydroxytoluole, einer Gruppe von sechs Konstitutionsisomeren. Namentlich und strukturell steht es in enger Beziehung zum Resorcin, es ist dessen Methylderivat.

## Geschichte und Vorkommen
Orcin wurde 1829 von dem französischen Chemiker Pierre Jean Robiquet aus Flechten der Gattung Rocella erhalten, indem er einen Extrakt aus den Flechten mit Alkalien behandelte. Traditionell wurde aus dieser Flechte der Farbstoff Orseille gewonnen.
Orcin kommt auch in den Blüten von Moosen wie Ditrichia viscosa und den Blättern der Baumheide (Erica arborea) vor. Orcin ist die Muttersubstanz vieler Flechtenfarbstoffe, wie etwa Lackmus, Orcein und Orseille. Orsellinsäure, Orcin und Penicillinsäure finden sich in Kulturen von Penicillium fennelliae.

## Darstellung

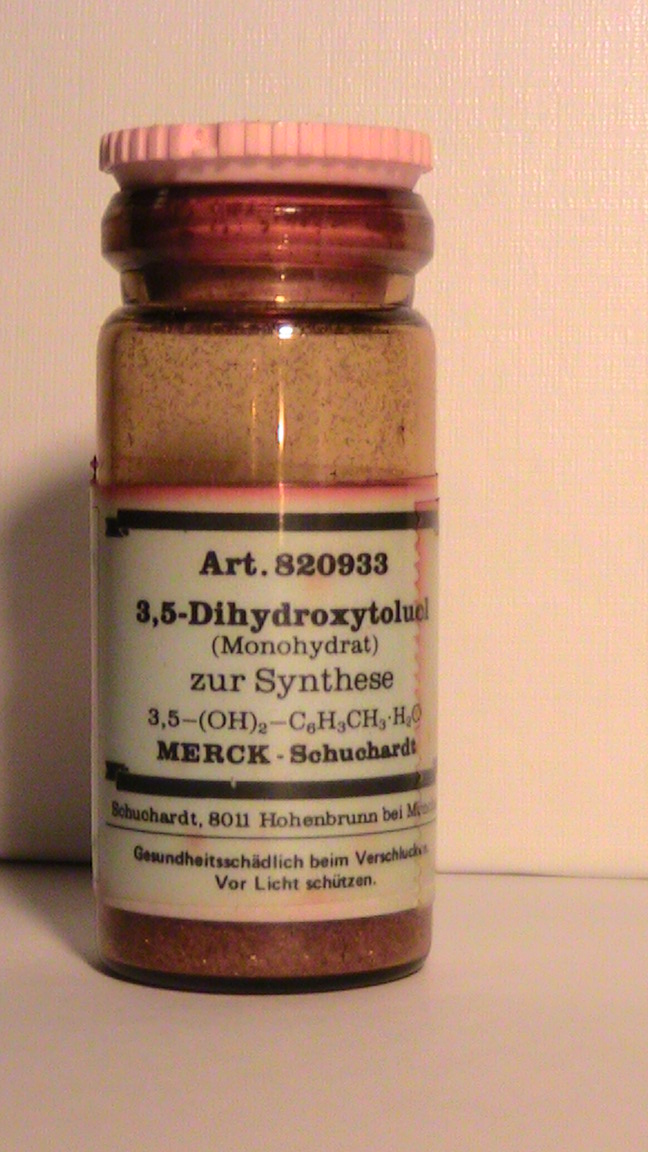
Orcin, z. T. rötlich verfärbt

Orcin entsteht u. a. bei rascher Erwärmung von Orsellinsäure, die bei 176 °C decarboxyliert.

## Eigenschaften

### Physikalische Eigenschaften
Orcin ist ein weißes bis gelblichweißes Pulver mit phenolartigem Geruch, das sich an der Luft langsam rötlich verfärbt. In der wasserfreien Form besitzt es einen Schmelzpunkt bei 106–112 °C, als Monohydrat einen bei 56–58 °C; der Siedepunkt liegt bei 290 °C.

### Chemische Eigenschaften
Chemisch verhält Orcin sich typischerweise wie ein Phenol, so bildet es zum Beispiel in alkalischer Lösung ein Phenolat, das eine bedeutend höhere Wasserlöslichkeit besitzt. Im Gegensatz zu Resorcin bildet es mit Phthalsäureanhydrid keinen Triphenylmethanfarbstoff ähnlich wie Fluorescein. Es besitzt daneben auch eine antimikrobielle Wirkung.

## Verwendung
Orcin findet seine Verwendung u. a. in der Bial-Probe. Ribosen bilden unter Einwirkung starker Mineralsäuren Furfural. Die grün-blaue Färbung entsteht durch einen sich bildenden Eisenkomplex. Ferner wurden Nachweisreaktionen mit Aldehyden und Hexosen beschrieben.